# 6041 Juterkilian
6041 Juterkilian eller 1990 KL är en asteroid i huvudbältet som upptäcktes 21 maj 1990 av den amerikanske astronomen Eleanor F. Helin vid Palomar-observatoriet. Den är uppkallad efter den svenske arkitekten Klas Juter och hans fru, den polska konstnären Danuta Kilian.